# Priolepis vexilla
Priolepis vexilla és una espècie de peix de la família dels gòbids i de l'ordre dels perciformes.

## Morfologia
Els mascles poden assolir els 1,9 cm de longitud total.

## Distribució geogràfica
Es troba a les Filipines i Indonèsia.